# Wereldkampioenschappen wielrennen 1949
De wereldkampioenschappen wielrennen 1949 op de weg werden op 20 en 21 augustus 1949 gehouden in Kopenhagen, Denemarken.
Bij de amateurs werd de Nederlander Henk Faanhof op zaterdag wereldkampioen. Hij versloeg zijn medevluchter Henri Kass uit Luxemburg in de spurt. Een andere Nederlander, Hub Vinken, won de spurt van het peloton voor de derde plaats.
Bij de profs behaalde Rik Van Steenbergen zijn eerste wereldtitel. Hij versloeg in een spurt met drie de Zwitser Ferdi Kübler en de Italiaan Fausto Coppi. 

## Uitslagen[1]

### Mannen elite (290 km)
| pos.   | renner               | land        | tijd     |
| ------ | -------------------- | ----------- | -------- |
| Goud   | Rik Van Steenbergen  | België      | 7u34'44" |
| Zilver | Ferdi Kübler         | Zwitserland | z.t.     |
| Brons  | Fausto Coppi         | Italië      | z.t.     |
| 4      | Briek Schotte        | België      | +3'02"   |
| 5      | Gerrit Schulte       | Nederland   | +3'25"   |
| 6      | Ernst Stettler       | Zwitserland | +3'28"   |
| 7      | Jean Diederich       | Luxemburg   | +3'31"   |
| 8      | Camille Danguillaume | Frankrijk   | +4'18"   |
| 9      | Fiorenzo Magni       | Italië      | z.t.     |
| 10     | Maurice Diot         | Frankrijk   | z.t.     |

### Mannen amateurs (ca. 194 km)
| pos.   | renner       | land      | tijd        |
| ------ | ------------ | --------- | ----------- |
| Goud   | Henk Faanhof | Nederland | 4u55'43"    |
| Zilver | Henri Kass   | Luxemburg | op 1 lengte |
| Brons  | Hub Vinken   | Nederland | +21"        |

1921 · 
1922 · 
1923 · 
1924 · 
1925 · 
1926 · 
1927 · 
1928 · 
1929 · 
1930 · 
1931 · 
1932 · 
1933 · 
1934 · 
1935 · 
1936 · 
1937 · 
1938 · 
1946 · 
1947 · 
1948 · 
1949 · 
1950 · 
1951 · 
1952 · 
1953 · 
1954 · 
1955 · 
1956 · 
1957 · 
1958 · 
1959 · 
1960 · 
1961 · 
1962 · 
1963 · 
1964 · 
1965 · 
1966 · 
1967 · 
1968 · 
1969 · 
1970 · 
1971 · 
1972 · 
1973 · 
1974 · 
1975 · 
1976 · 
1977 · 
1978 · 
1979 · 
1980 · 
1981 · 
1982 · 
1983 · 
1984 · 
1985 · 
1986 · 
1987 · 
1988 · 
1989 · 
1990 · 
1991 · 
1992 · 
1993 · 
1994 · 
1995 · 
1996 · 
1997 · 
1998 · 
1999 · 
2000 · 
2001 · 
2002 · 
2003 · 
2004 · 
2005 · 
2006 · 
2007 · 
2008 · 
2009 ·
2010 · 
2011 · 
2012 · 
2013 · 
2014 · 
2015 · 
2016 · 
2017 · 
2018 · 
2019 · 
2020 ·
2021 ·
2022 ·
2023 ·
2024 ·
2025 ·
2026